# 강경식 (1940년)
강경식(姜慶植, 1940년 12월 12일 ~ 2017년 5월 29일)은 대한민국의 정치인으로, 제12대 국회의원을 지냈다.

## 본관과 출생
본관은 진주이며 경상북도 경산 출생이다.

## 학력
- 1953년 성지국민학교 졸업
- 1956년 부산개성중학교 졸업
- 1959년 부산상업고등학교 졸업
- 1963년 고려대학교 정경대학 정치경제학과 학사 졸업
- 1964년 육군보병학교 졸업
- 1964년 육군공병학교 졸업
- 1970년 국방대학교 행정학사 15기

### 비학위 수료
- 1975년 부산대학교 경영대학원 경영학 석사 수료
- 부산대학교 경영대학원 AMP과정 수료

## 경력
- 고려대학교 동창 학생 회장
- 개성중학교 동창 회장
- 부산상업고등학교 동창회 부회장
- 고려대학교 교우회 상임 이사
- ROTC 제1기 동기회 이사
- 대중당 상임위원
- 국민당 상임위원
- 한국국민당 당무위원
- 한국국민당 원내 수석부총무·운영위원회 간사·건설위원회 간사·남북 국회회담 대표
- 한국국민당 전임위원
- (1995년~1996년)자유민주연합 전임위원
- (2000년~2001년)새천년민주당 부산시당 부산진구 갑 지구당 위원장
- (2001년~2002년)새천년민주당 전임고문
- 부산 21세기 연구회 회장
- 범시민 금정산 보존회 회장
- (2006년~2007년)열린우리당 고문
- (2007년~2008년)대통합민주신당 고문
- 진주 강씨 중앙종회 부회장
- (前)진주 강씨 부산 진종회 회장

## 역대 선거 결과
|  | 1.98% |

|  | 3.78% |

|  | 7.72% |

|  | 22.54% |

|  | 36.65% |

|  | 12.15% |

|  | 26.23% |

|  | 14.62% |

|  | 9.58% |

|  | 11.67% |